# Флоресский висячий попугайчик
Флоресский висячий попугайчик (лат. Loriculus flosculus) — птица отряда попугаеобразных.

## Внешний вид
Длина тела 11-12 см. Основная окраска оперения зелёная с желтоватым оттенком на верхней и нижней стороне тела. Горло светло-синего цвета с красным пятном. Задняя часть головы оранжево-жёлтая. Надхвостье и гузка ярко-красные, а маховые перья изнутри и хвост снизу светло-синие. Клюв красный.

## Распространение
Эндемик острова Флорес (Малые Зондские острова).

## Образ жизни
Древесный попугай, на землю не спускается.

## Угрозы и охрана
Есть угроза вымирания, так как у этого попугая очень маленький ареал и популяция. Главная причина — уничтожение естественной среды обитания. В настоящее время популяция насчитывает от 2500 до 10000 особей.